# Tawny Kitaen

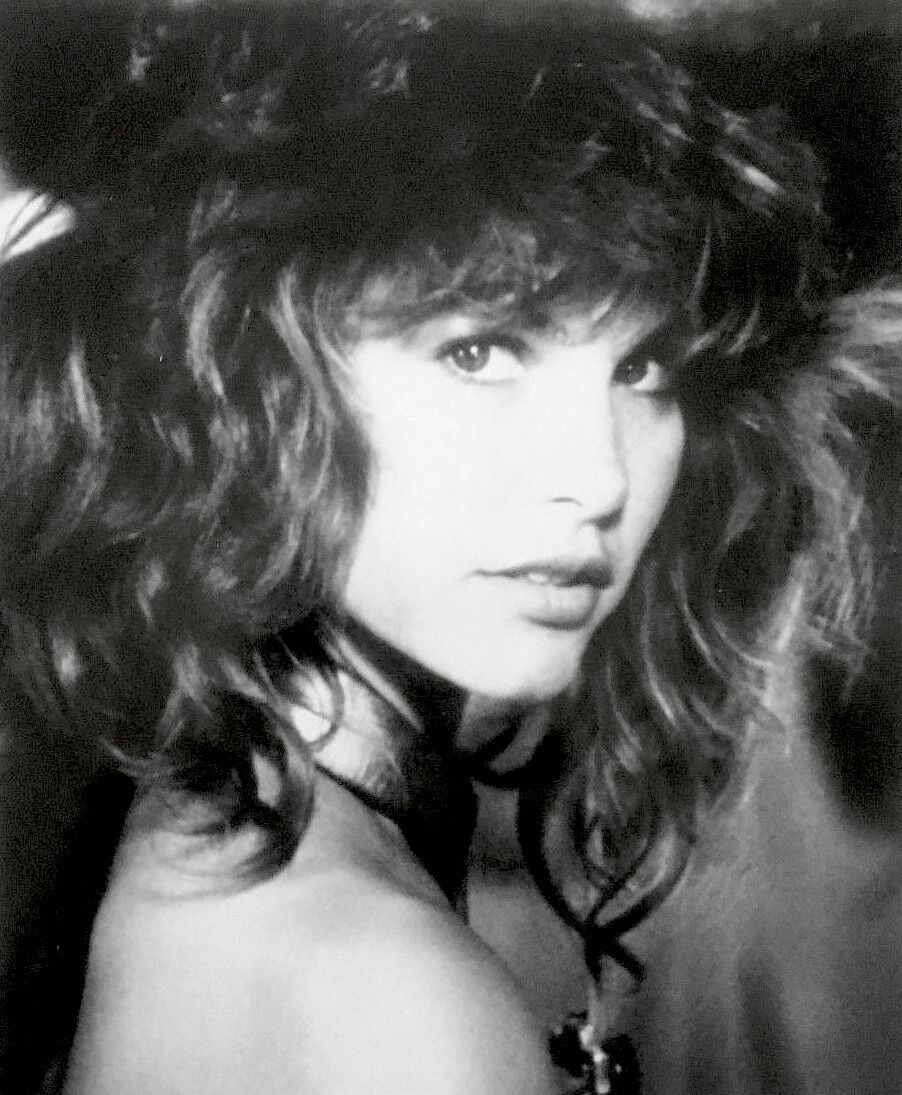
Tawny Kitaen - 1984

Tawny Kitaen, pseudonimo di Julie Ellen Kitaen (San Diego, 5 agosto 1961 – Newport Beach, 7 maggio 2021), è stata una modella e attrice statunitense.

## Biografia
Primogenita dei tre figli di Linda Taylor, di origini scozzesi e irlandesi, e Terry Kitaen, ebreo di origine russa, venne cresciuta nella fede paterna e praticando ginnastica artistica, trovando difficoltà negli studi alla Mission Bay High School a causa della sua dislessia. Teenager amante della musica rock, si fidanzò con Pete Angelus, road manager dei Van Halen, e lasciò gli studi per andare a convivere con lui a Los Angeles, passando però molto tempo in viaggio col fidanzato al seguito della celebre band. Un giorno il fidanzato Pete Angelus le scattò delle foto, che in seguito inviò all'agenzia di moda Elite Model Management, la quale la ingaggiò come modella.
Divenne nota nel 1982, con una campagna pubblicitaria fotografica e televisiva per la catena di palestre di Jack LaLanne. Divenne poi una delle più famose top model degli anni ottanta. Fu co-protagonista di una serie di videoclip dei singoli tratti da Whitesnake e Slip of the Tongue, oltre che per i Ratt. ll film più celebre in cui recitò è Bachelor Party - Addio al celibato, in cui interpretava la promessa sposa di un giovane Tom Hanks. Fece parlare anche per il film erotico Gwendoline, tratto dall'omonimo fumetto, di cui fu protagonista. Partecipò inoltre a numerose serie televisive statunitensi. Tawny Kitaen è morta nel maggio del 2021.

## Vita privata
Ebbe relazioni con vari esponenti della scena musicale degli anni ottanta, tra cui il chitarrista dei Ratt, Robbin Crosby e in seguito il cantante di Whitesnake e Deep Purple, David Coverdale, con cui fu anche sposata dal 1989 al 1991.
Nell'aprile 2002 fu arrestata per abusi fisici e percosse nei confronti del secondo marito, il lanciatore della squadra di baseball dei Cleveland Indians (MLB) Chuck Finley, che stava guidando di ritorno da una cena consumata assieme in un ristorante.

## Filmografia

### Cinema
- Gwendoline, regia di Just Jaeckin (1984)
- Bachelor Party - Addio al celibato (Bachelor Party), regia di Neal Israel (1984)
- Crystal Heart - Voglia d'amore (Crystal Heart), regia di Gil Bettman (1986)
- Giustizia privata (Instant Justice), regia di Denis Amar (1986)
- Happy Hour, regia di John De Bello (1986)
- Spiritika (Witchboard), regia di Kevin Tenney (1986)
- Viaggio nell'inferno (White Hot), regia di Robby Benson (1988)
- Tre di cuori (Three of Hearts), regia di Yurek Bogayevicz (1993)
- Playback, regia di Oley Sassone (1996)
- Con l'acqua alla gola (Dead Tides), regia di Serge Rodnunsky (1996)
- Tom Cool, regia di Ron Carlson (2009)
- Here We Go Again, regia di Tim Ketchersid - cortometraggio (2011)
- After Midnight, regia di Fred Olen Ray (2014)
- Come Simi, regia di Jenica Bergere (2015)

### Televisione
- Capitol - serie TV (1982)
- Malibu - film TV (1983)
- California Girls - film TV (1985)
- Glory Years - film TV (1987)
- Santa Barbara - serie TV, 47 episodi (1989)
- Booker - serie TV, 1 episodio (1989)
- Le ragazze della terra sono meglio (They Came from Outer Space) - serie TV, 1 episodio (1991)
- Ai confini dell'aldilà (Shades of LA) - serie TV, 2 episodi (1991)
- Veronica Clare - serie TV, 2 episodi (1991)
- Seinfeld - serie TV, 1 episodio (1991)
- The New WKRP in Cincinnati - serie TV, 44 episodi (1991-1993)
- Sposati... con figli (Married with Children) - serie TV, 1 episodio (1994)
- Hercules e il cerchio di fuoco (Hercules and the Circle of Fire) - film TV (1994)
- Hercules nell'inferno degli dei (Hercules in the Underworld) - film TV (1994)
- Hercules nel labirinto del Minotauro (Hercules in the Maze of the Minotaur) - film TV (1994)
- La legge di Burke (Burke's Law) - serie TV, 1 episodio (1995)
- The Naked Truth - serie TV, 1 episodio (1995)
- Eek! the Cat - serie TV, solo voce, 38 episodi (1992-1995)
- Hercules - serie TV, 3 episodi (1995-1997)
- Beggars and Choosers - serie TV, 1 episodio (1999)
- CSI - Scena del crimine (CSI: Crime Scene Investigation) - serie TV, 1 episodio (2011)
- Coogan Auto - serie TV, 1 episodio (2013)
- Life@Large - miniserie TV, 4 episodi (2012-2013)
- Moms Anonymous - serie TV, 10 episodi (2017-2018)

## Omaggi
- Le sue gambe appaiono nella copertina dell'EP omonimo dei Ratt.